# Gustavo Moscoso
Gustavo Segundo Moscoso Huencho (* 10. August 1955 in Oficina salitrera Victoria) ist ein ehemaliger chilenischer und eingebürgerter mexikanischer Fußballspieler, der vorwiegend im Mittelfeld agierte und nach seiner aktiven Laufbahn als Fußballtrainer arbeitete.

## Laufbahn
Seine ersten Profijahre verbrachte Moscoso beim CD Universidad Católica, bei dem er bis 1983 unter Vertrag stand. Schnell gelang ihm auch der Sprung in die chilenische Fußballnationalmannschaft, für die er zwischen 1976 und 1982 insgesamt 21 Länderspieleinsätze absolvierte und vier Tore erzielte. Höhepunkt seiner Länderspielkarriere war die Teilnahme an der Fußball-Weltmeisterschaft 1982, bei der Moscoso in allen drei Gruppenspielen zum Einsatz kam (Chile verlor alle Begegnungen und schied daher vorzeitig aus) und bei der 1:4-Niederlage im zweiten Gruppenspiel gegen die DFB-Auswahl das einzige Tor für die Chilenen erzielte.
Im Sommer 1983 wechselte Moscoso nach Mexiko, wo er sechs Jahre lang beim Puebla FC unter Vertrag stand, mit dem er in der Saison 1987/88 den mexikanischen Pokalwettbewerb gewann. Ausgerechnet vor der Saison 1989/90 wechselte er zu Atlético Morelia und gehörte daher nicht zur erfolgreichsten Mannschaft in der Geschichte des Puebla FC, die in dieser Spielzeit das Double (Meisterschaft und Pokal) gewann, wodurch die Camoteros zusätzlich auch noch „kampflos“ Supercup-Sieger wurden. Seine letzte Station verbrachte Moscoso in der Saison 1991/92 bei den UANL Tigres.
Nach seiner aktiven Laufbahn arbeitete Moscoso über Jahre hinweg als Trainer und war unter anderem im Trainerstab des Puebla FC und als Cheftrainer von dessen weniger bedeutsamen Stadtrivalen Lobos de la BUAP im Einsatz.

## Erfolge
- Mexikanischer Pokalsieger: 1988